# Metaborato de sódio
Metaborato de sódio (NaBO2) é um composto químico sólido incolor.

## Preparação
O metaborato de sódio é preparado pela fusão de carbonato de sódio e bórax. Outra forma de criar o composto é pela fusão do tetraborato de sódio com hidróxido de sódio a 700° C.

## Usos
O metaborato de sódio é utilizado na fabricação de vidros borossilicatos. Também é um componente de herbicidas e anticongelantes.